# Jaap Kamphuis
Jacob ("Jaap") Kamphuis (Barneveld, 20 december 1921 – Ommen, 13 december 2011) was een Nederlandse predikant en theoloog die als hoogleraar was gespecialiseerd in kerkgeschiedenis, kerkrecht en dogmatiek.

## Levensloop
Jaap Kamphuis groeide op in Nieuw-Loosdrecht. In 1942 ging hij studeren aan de Gereformeerde Theologische Hogeschool te Kampen (Oudestraat). Hij studeerde daar onder meer bij dr. Klaas Schilder, hoogleraar onder andere in de dogmatiek.
Na zijn studie werd Kamphuis predikant en diende achtereenvolgens te Ferwerd en Hallum, Bunschoten-Spakenburg en Rotterdam-Delfshaven. In 1959 trad hij aan als hoogleraar kerkgeschiedenis en kerkrecht aan de Theologische Hogeschool in  Kampen (Broederweg) van de Gereformeerde Kerken vrijgemaakt. In 1979 verwisselde hij van leerstoel en doceerde voortaan dogmatiek. In 1987 ging hij met emeritaat.
Als hoofdredacteur van De Reformatie en als hoogleraar aan de Theologische Universiteit (Broederweg) heeft Kamphuis invloed uitgeoefend op de Gereformeerde Kerken vrijgemaakt en de daaruit voortgekomen politieke partij het Gereformeerd Politiek Verbond (GPV). Kamphuis was een voorman van de 'doorgaande reformatie', een stroming in de Gereformeerde Kerken vrijgemaakt die ijverde voor eigen organisaties die aan de kerk waren gebonden. Hij riep tegen het kerkelijke recht in kerkenraadsleden op om zelfstandig hun kerkenraad voort te zetten als die raad zich niet distantieerde van de zogeheten 'Open Brief' en zich daarmee van hun eigen kerk af te scheiden. Kamphuis heeft zijn handelwijze nooit herroepen of ter discussie gesteld.
Zijn zoon Barend Kamphuis (1950) is ook dogmaticus en bekleedde tot aan zijn emeritaat in 2015 dezelfde leerstoel aan deze universiteit. Kleinzoon Lammert Kamphuis studeerde hier ook en maakte later naam als filosoof en schrijver.

## Publicaties
- De hedendaagse kritiek op de causaliteit bij Groen van Prinsterer als historicus, druk 1962, 52 blz., uitgeverij Oosterbaan en Le Cointre - Goes, ISBN 9060150872
- Verkenningen, 3 delen, druk 1964-1966, uitgeverij Oosterbaan en Le Cointre - Goes